# Arnold Riese
Arnold Riese (* 15. Oktober 1871 in Wien, Österreich-Ungarn; † 20. Jänner 1912 in Klagenfurt) war ein österreichischer Wegbereiter der Sozialdemokratie.

## Leben und Bedeutung

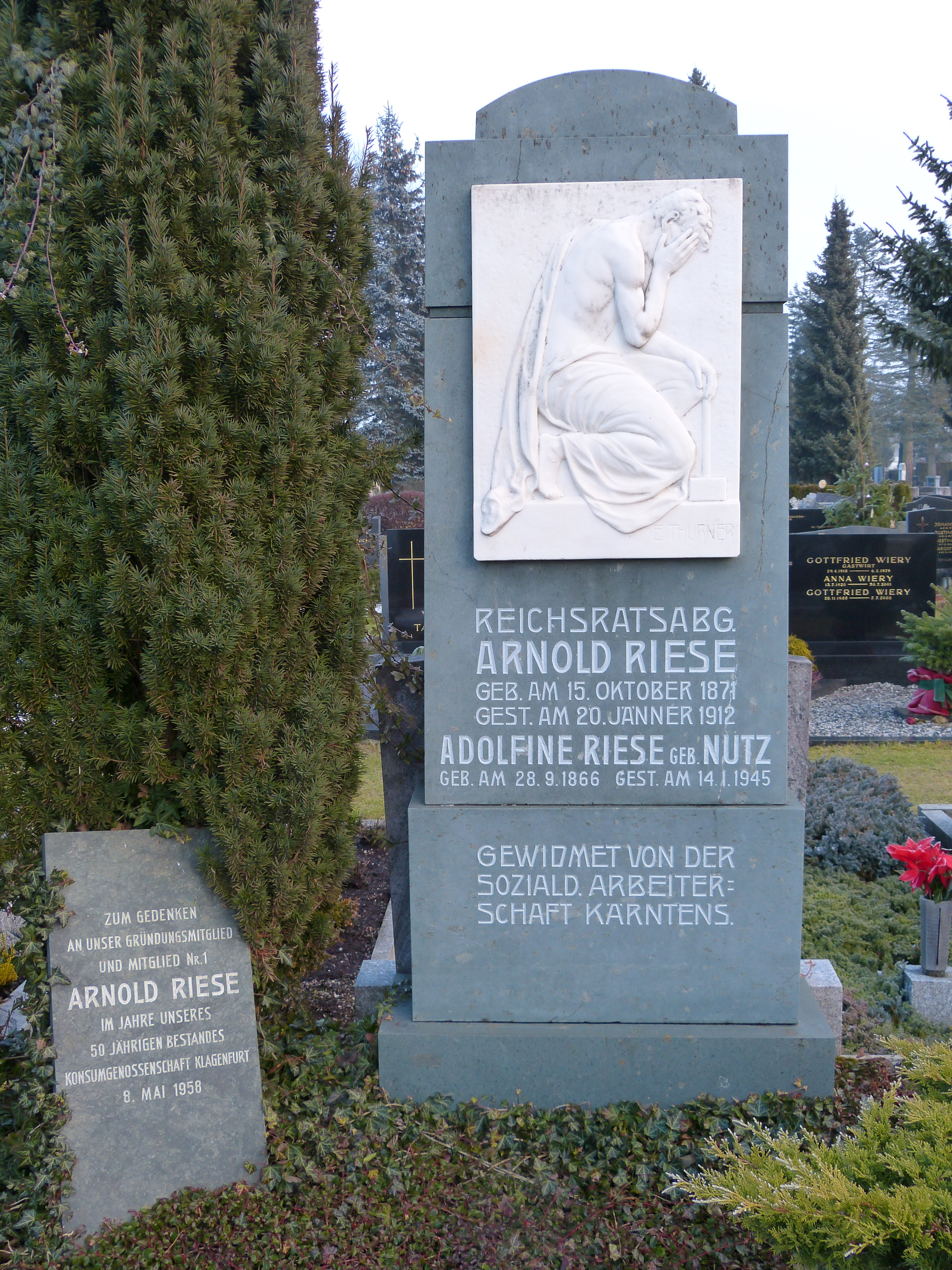
Grab von Arnold Riese, Klagenfurt-Annabichl

Arnold Riese, der aus dem österreichisch-schlesischen Teschen stammte, wirkte in Wien als progressiver Volksschullehrer, der „frei lehren wollte“, so dass der christlich-soziale Wiener Bürgermeister Karl Lueger als Vorsitzender des Bezirksschulrates den noch „provisorischen Unterlehrer“ zugleich mit dem späteren Unterrichtsminister und Schulreformer Otto Gloeckel und drei weiteren offenbar ungeeignet erscheinenden „provisorischen Unterlehrern“ am 14. September 1897 aus dem Schuldienst entfernte, ein Schicksal, das auch Karl Seitz beinahe traf.
Riese ging dann nach Kärnten, wo er die Redaktion des von 1900 bis 1905 erscheinenden sozialdemokratischen Wochenblattes „Volkswille – Organ der arbeitenden Bevölkerung Kärntens“ übernahm, in dem er mit besonderer Sorgfalt soziale Unrechtsfälle beleuchtete und etwa auch wie die Wiener Angestellten für die Sonntagsruhe kämpfte. Kurz wirkte er auch wieder an einer Bürgerschule als Lehrer, widmete sich aber dann zusammen mit Florian Gröger gänzlich dem Aufbau der Parteiorganisation der Sozialdemokratischen Partei, deren Parteileitung bis 1900 in Villach ihren Sitz hatte.
Arnold Riese war der Intellektuelle unter den frühen Kärntner Sozialisten. Als deren erster Landessekretär übernahm er auch die Kärntner Redaktion des Wiener „Arbeiterwillens“, und auf ihn geht wohl letztlich die Politik der SPÖ auch noch in der zweiten Hälfte des 20. Jahrhunderts zurück: Sie war bestrebt, eine Partei sämtlicher Werktätiger im Lande zu sein, eine Partei, in der auch der slowenischsprachige Arbeiter mehr Heimat finden sollte als anderswo und die ihm auch mehr an Heimat zu bieten imstande war, als dies die klerikal-nationalen Slowenenvertreter zu bieten bereit waren. Im Kampf zwischen den Deutschnationalen und den klerikalen Slowenen sah die Kärntner Sozialdemokratie ihre Chance für eine Mehrheit bei der Arbeiterschaft aller Sprachen im Land, doch durfte man darüber nicht die deutsch empfindende Gefolgschaft verlieren, weshalb beispielsweise Rieses „Volkswille“ den „Freien Stimmen“ vollinhaltlich beipflichtete, wenn diese deutschnationale Zeitung den völlig deutschen Charakter des städtischen Klagenfurt betonte.
Da sich in jenen Jahren eine große Anzahl italienischer Arbeiter, zumeist Holzarbeiter und Maurer, in Kärnten aufhielt, sprach Riese schon auf der sozialdemokratischen Landeskonferenz im August 1902 davon, dass nur mit Hilfe auch der slowenischen und italienischen Arbeiterschaft die Partei Erfolge werde erringen können und dass deshalb bei letzteren Gruppen besondere Agitation erforderlich sei. Am 1. Mai 1905 konnte er dann als erster Sozialdemokrat in den Klagenfurter Gemeinderat einziehen, wo er eine Reihe von sozialen Forderungen, darunter jene nach einem Volksbad, sehr temperamentvoll vertrat. Das in St. Ruprecht später tatsächlich verwirklichte Volksbad wurde allerdings durch Kriegseinwirkung dann wieder unbrauchbar. 1907 stellte ihn seine Partei, deren Landesvertrauensmann er war, als Kandidaten für den Reichsrat in Wien auf. Trotz prominenter Gegner wurde er als Abgeordneter für das Kronland Kärnten gewählt und 1911 auch wiedergewählt, doch verstarb er nur ein halbes Jahr darauf völlig unerwartet nach einer Blinddarmoperation. Sein Nachfolger im Reichsrat wurde sein Gesinnungsgenosse Florian Gröger, der einstige schlesische Webergeselle und Fabrikarbeiter, dem Arnold Riese noch als Wiener Lehrer Kärnten als Wirkungsstätte für gewerkschaftliche Aufbauarbeit empfohlen hatte und der später der erste sozialistische Landeshauptmann Kärntens werden sollte.
In der seither in Klagenfurt eingemeindeten ehemaligen Stadt St. Ruprecht bei Klagenfurt wurde nach Wiener Vorbildern ein großer Sozialwohnungsbau nach dem angesehenen Politiker Arnold-Riese-Hof benannt. In Klagenfurt hieß eine Straße im Norden der Stadt nach ihm, doch ging sie 1930 ihres vollständigen Namens verlustig und heißt seither nur mehr Arnoldstraße. Der deutsche Schriftsteller Uwe Johnson deutet dies in seiner „Reise nach Klagenfurt“ allerdings etwas anders: „Nach dem reichsdeutschen Lehrplan mußten die Kinder auch ein Klagenfurt lernen, wie sie es nicht gekannt hatten: Arnold Riese-Straße wurde damals Arnoldstraße…“ Auf dem Klagenfurter Zentralfriedhof in Annabichl hat Arnold Riese immerhin noch bzw. wieder ein Ehrengrab.